# Arcisstraße
Die Arcisstraße ist eine Innerortsstraße im Stadtbezirk Maxvorstadt (Nr. 3) von München.

## Verlauf
Die Straße führt in Verlängerung der früher zu ihr gehörenden Katharina-von-Bora-Straße (von 1956 bis 2008 Meiserstraße) von der Westseite der Königsplatzes an der Kreuzung mit der Brienner Straße in nordnordöstlicher Richtung am ehemaligen Führerbau (heute Hochschule für Musik und Theater) vorbei. Nördlich liegen auf der Ostseite die Alte Pinakothek und auf der Westseite das Geviert der Technischen Universität München mit den beiden flankierenden Bestelmeyer-Bauten und dem dazwischen liegenden Vorhoelzer-Bau. Jenseits der kreuzenden Theresienstraße schließt östlich die Neue Pinakothek an. Nördlich der Zieblandstraße folgt der Alte Nordfriedhof. Die Straße endet am Elisabethplatz.

## Geschichte
Die Straße, zuvor Friedrichsstraße, erhielt ihren heutigen Namen im Jahr 1826. Der Ehrenhof vor dem kriegszerstörten Neureuther-Bau der Technischen Hochschule (mit den Rosselenkern) wurde durch die Errichtung des Vorhoelzer-Baus an der Straßenfront aufgegeben.

## Südteil; heute Katharina-von-Bora-Straße
Die Arcisstraße umfasste bis zu ihrer Umbenennung im Jahr 1956 auch die südlich anschließende, an der Sophienstraße beginnende Meiserstraße, die nach dem evangelischen Landesbischof Hans Meiser benannt war und seit 2008 Katharina-von Bora-Straße heißt (in dieser symmetrisch zum Führerbau das Münchner Haus der Kulturinstitute (ehemaliger Verwaltungsbau der NSDAP, an der Stelle des 1933 abgebrochenen Palais Pringsheim, seinerzeit Arcisstraße 12, jetzt Katharina-von-Bora-Straße 10), beide als monumentaler östlicher Abschluss des Königsplatzes mit den 1947 gesprengten Ehrentempeln, und das evangelisch-lutherische Landeskirchenamt München, Nr. 13, diese und die Villa Nr. 9 denkmalgeschützt – siehe Liste der Baudenkmäler in der Maxvorstadt). In diesem umbenannten Teil der Straße stand bis 1934 das Wohnhaus Reinemann (von Friedrich von Thiersch errichtet, seinerzeit Arcisstraße 4).

## Öffentlicher Verkehr
Die Straße wird von der Stadtbuslinie 100 (Museumslinie) gekreuzt.

## Namensgeber
Die Straße ist nach dem Ort Arcis-sur-Aube benannt, bei der 1814 ein Gefecht (Schlacht bei Arcis-sur-Aube) in den Befreiungskriegen unter Beteiligung bayerischer Truppen stattfand.

## Charakteristik

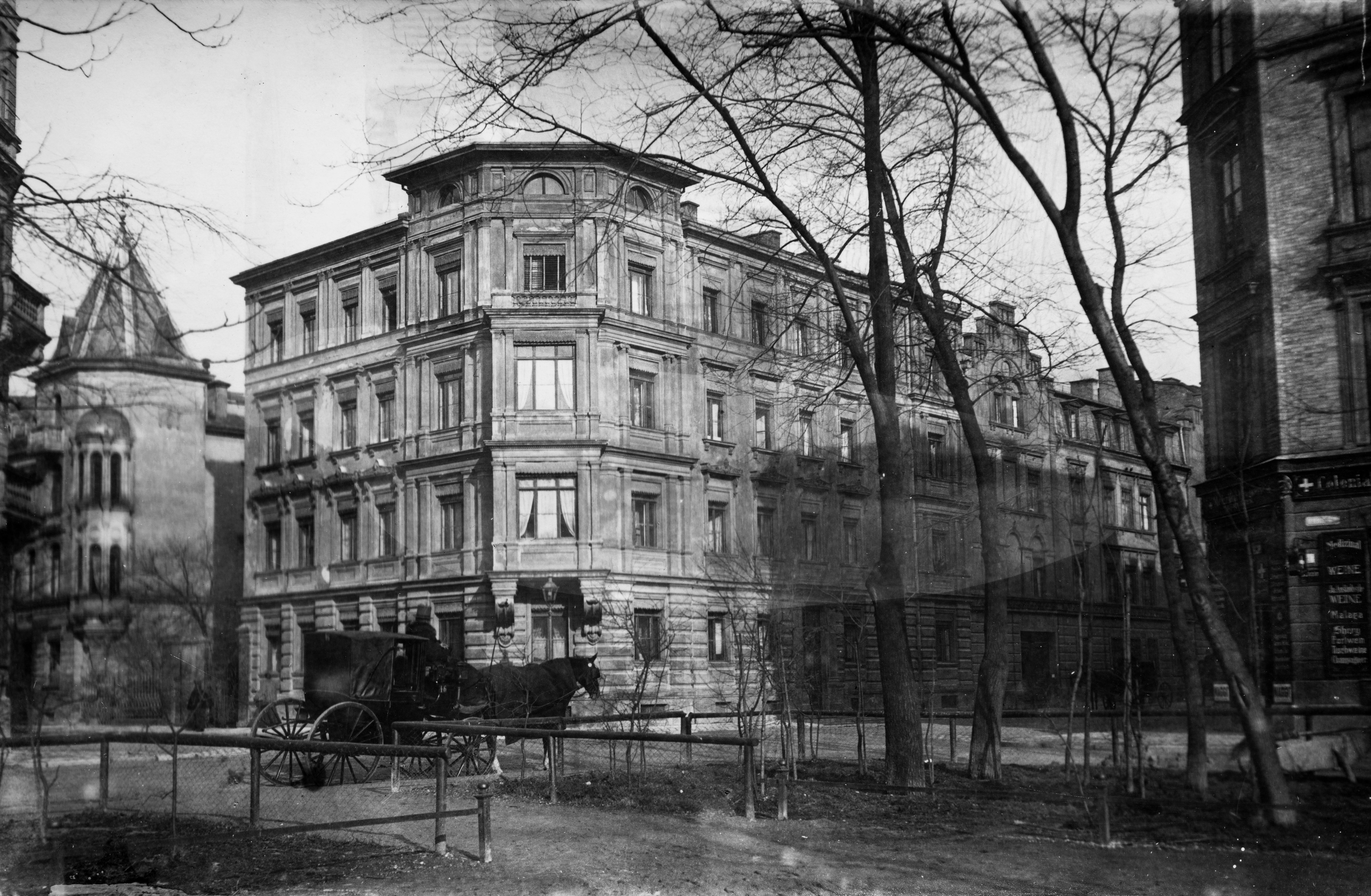
Arcisstraße 31–33. Abgegangene Bebauung aus der Zeit vor 1900

Die von bedeutenden Museumsbauten, insbesondere dem Staatlichen Museum Ägyptischer Kunst an der Gabelsbergerstraße, der Alten und der Neuen Pinakothek, des Kunstareals München und dem Komplex der Technischen Universität München flankierte Straße bildet einen Teil des rechtwinkligen Straßensystems der Maxvorstadt.

## Bauten unter Denkmalschutz

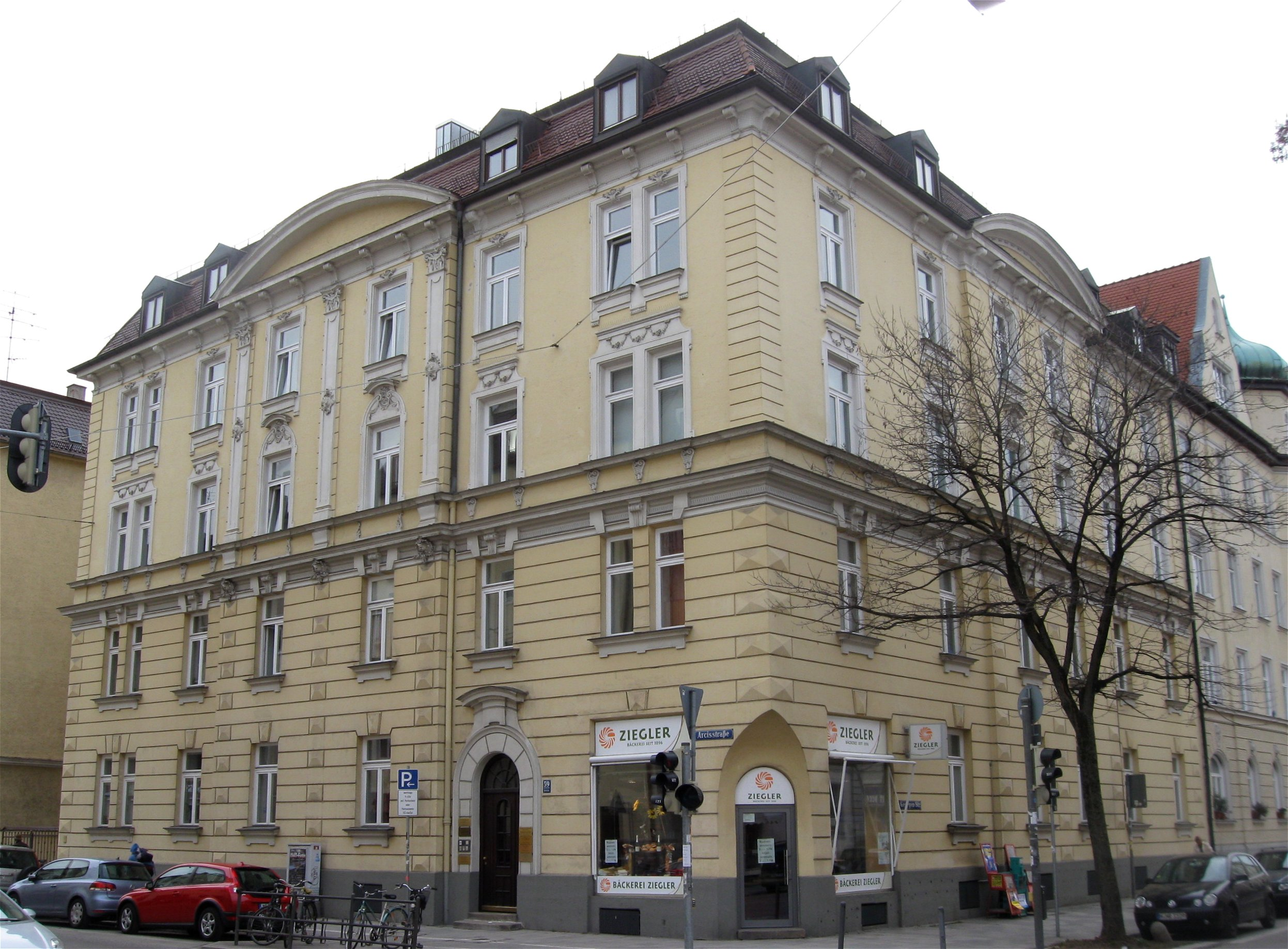
Arcisstraße 59

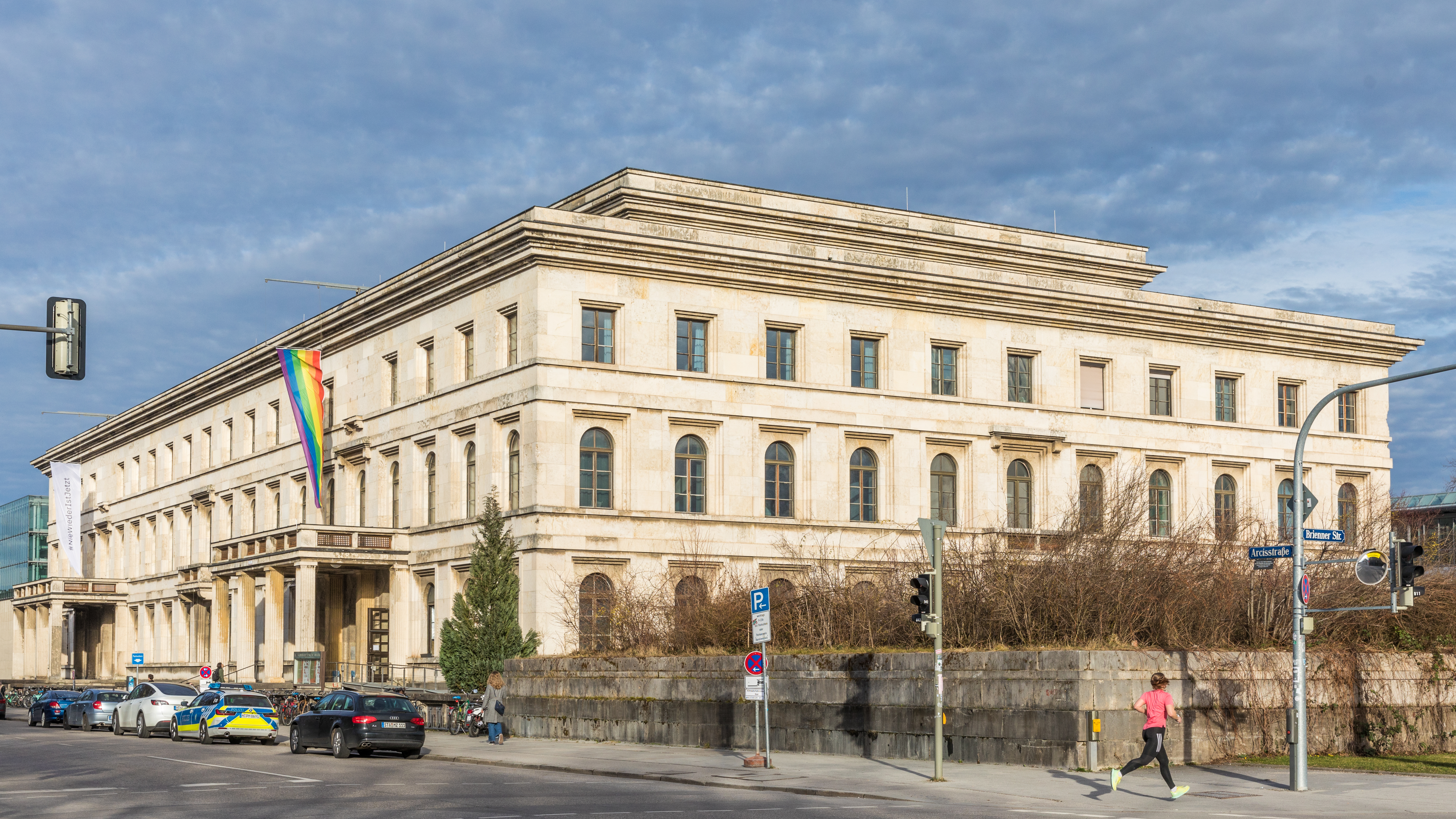
Hochschule für Musik und Theater, ehemaliger Führerbau

- Rosselenker, ursprünglich zwei Bronzefigurengruppen im ehemaligen Ehrenhof der Technischen Universität, 1931 aufgestellt; daselbst an der Westseite der Straße die allein erhaltene männliche Figur der einen Gruppe von Bernhard Bleeker (Pferd kriegszerstört); östlich der Straße bei der Alten Pinakothek die Gruppe von Hermann Hahn (Denkmalliste D-1-62-000-388)[4]
- Arcisstraße 12: ehemaliger Führerbau der NSDAP, jetzt Hochschule für Musik und Theater München, repräsentativer, neuklassizistischer Bau, 1933–1937 nach Plänen von Paul Ludwig Troost; mit Sockel (Torso) des ehemaligen nördlichen Ehrentempels, erbaut 1935; Pendant zu Katharina-von-Bora-Straße 10 (Denkmalliste D-1-62-000-385). An gleicher Stelle stand bis 1933 das Palais Pringsheim, in welchem ab 1890 Familie Pringsheim lebte. Katia Mann war die Tochter des Mathematikprofessors Alfred Pringsheim und der Schauspielerin Hedwig Pringsheim. Die Familie wohnte ab 1890 in der Villa in der Arcisstraße 12, jetzt Katharina-von-Bora-Straße 10.
- Arcisstraße 19: Mietshaus, freistehender viergeschossiger Eckbau, spätklassizistisch mit Zeltdach, von Johann Nepomuk Bürkl, 1867/68 (Denkmalliste D-1-62-000-386)
- Arcisstraße 21: Ehemalige Technische Hochschule, jetzt Technische Universität, die Eckbauten 1926/1928 von German Bestelmeyer, der Eingangsbau von Robert Vorhoelzer (Einzelheiten siehe Liste der Baudenkmäler in der Maxvorstadt, Denkmalliste D-1-62-000-387)
- Arcisstraße 45: Alter Nördlicher Friedhof, (Einzelheiten siehe Liste der Baudenkmäler in der Maxvorstadt, Denkmalliste D-1-62-000-389)
- Arcisstraße 59: Mietshaus in Ecklage, repräsentativer, palastartiger Neubarockbau mit Stuckdekor, 1889–1890 von Andreas Bürkel (Denkmalliste D-1-62-000-390)

## Weitere erwähnenswerte Gebäude

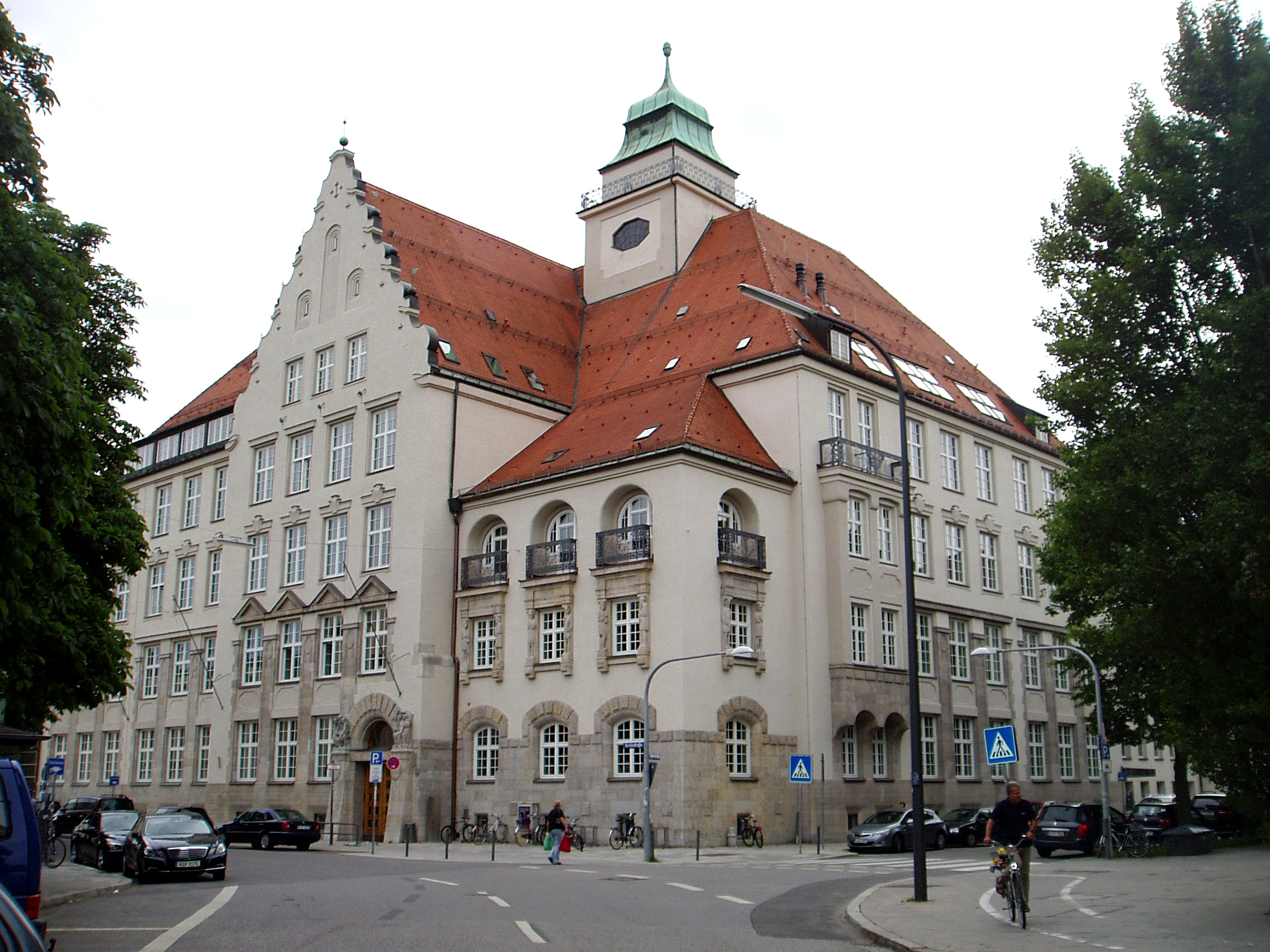
Gisela-Gymnasium

- Nr. 17: Mensa der Technischen Universität (an der Stelle des Wohn- und Sterbehauses von Hermann Levi)
- Nr. 65: Gisela-Gymnasium München (zuvor Gisela-Oberrealschule)